# 炭酸脱水酵素

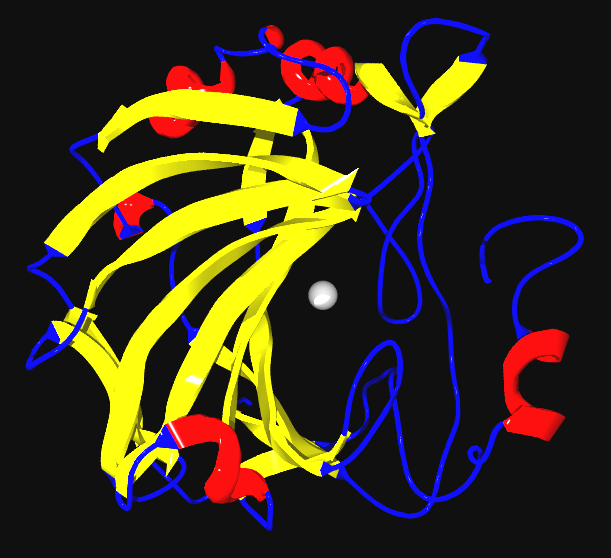
炭酸脱水酵素
系統名 carbonate hydrolyase
EC番号 4.2.1.1
CAS登録番号 232-576-6

炭酸脱水酵素（たんさんだっすいこうそ、Carbonic anhydrase、carbonate dehydratase; 略号: CA）あるいは炭酸デヒドラターゼとは金属プロテイン酵素に属する酵素で二酸化炭素と水を炭酸水素イオンと水素イオンとに迅速に変換する酵素である。この反応は触媒が存在しないときわめて遅い 。炭酸脱水酵素はこの反応速度を非常に増大させる。反応速度はこの酵素の形態により異なり、104から106反応毎秒である.。大抵のCAは活性中心に亜鉛イオンを含有する。

## 炭酸脱水酵素の構造と機能
自然界の炭酸脱水酵素は幾つかの形態が存在する。もっとも研究されているものが「α-炭酸脱水酵素」で動物の体内に存在する。亜鉛イオンは His94, His96そしてHis119である3つのヒスチジン残基のイミダソール環が配位している。
動物においてこの酵素の主たる機能は、二酸化炭素と炭酸水素イオンとを相互変換することで、血液や他の組織の酸-塩基平衡を維持し、組織から二酸化炭素を運び出す補助をする。
植物においては「β-炭酸脱水酵素」と呼ばれる形態の異なる酵素が含まれる。その酵素は進化的には起源を異にするが、同じ反応に関与し、活性中心には亜鉛イオンが存在する。植物において炭酸脱水酵素はCO2濃度の上昇を補助し、葉緑体中でリブロース1,5-ビスリン酸カルボキシラーゼ/オキシゲナーゼ酵素の炭酸固定反応を増大させている。この反応により光合成ではCO2ガスを有機化合物の糖に固定しているが、CO2の炭素のみが利用され、炭酸や炭酸水素イオンでは利用されない。
2000年にはカドミウム含有炭酸脱水酵素が亜鉛が限定される海洋の珪藻から発見されている。大洋では亜鉛はその濃度は定常的に低い濃度であり、珪藻のような植物プランクトン生育の制限になりうる。そうした場合、炭酸脱水酵素は環境中で使用できる他の金属イオンを利用する。この発見以前は一般にはカドミウムは生物学的な機能がない非常に毒性のある重金属であると考えられていた。2005年の時点では炭酸脱水酵素に結合する例だけがカドミウムが関与する生化学反応である。
炭酸脱水酵素は次の反応を触媒する。
{\displaystyle {\ce {{CO2}+H2O->[{\mathit {Carbonic\ anhydrase}}]{HCO3^{-}}+H^{+}}}}（組織中ではCO2濃度は高い）
炭酸脱水酵素の反応速度はすべての酵素の中でも早いもののひとつであり、通常、反応速度の足かせとなるのは基質（二酸化炭素）の拡散速度である。
逆反応は相対的に遅い（速度定数は15秒程度である）。炭酸飲料が栓をあけたときにカンやビンでは速やかにガスが抜けずに、口に入れると急にガスが抜けるのは、唾液中に炭酸脱水酵素が含まれるためである。
{\displaystyle {\rm {HCO_{3}^{-}+H^{+}\rightarrow H_{2}CO_{3}\rightarrow CO_{2}+H_{2}O}}}  （肺や腎の尿細管ではCO2濃度が低い。植物細胞ではこの反応が進行する）

## 反応機構

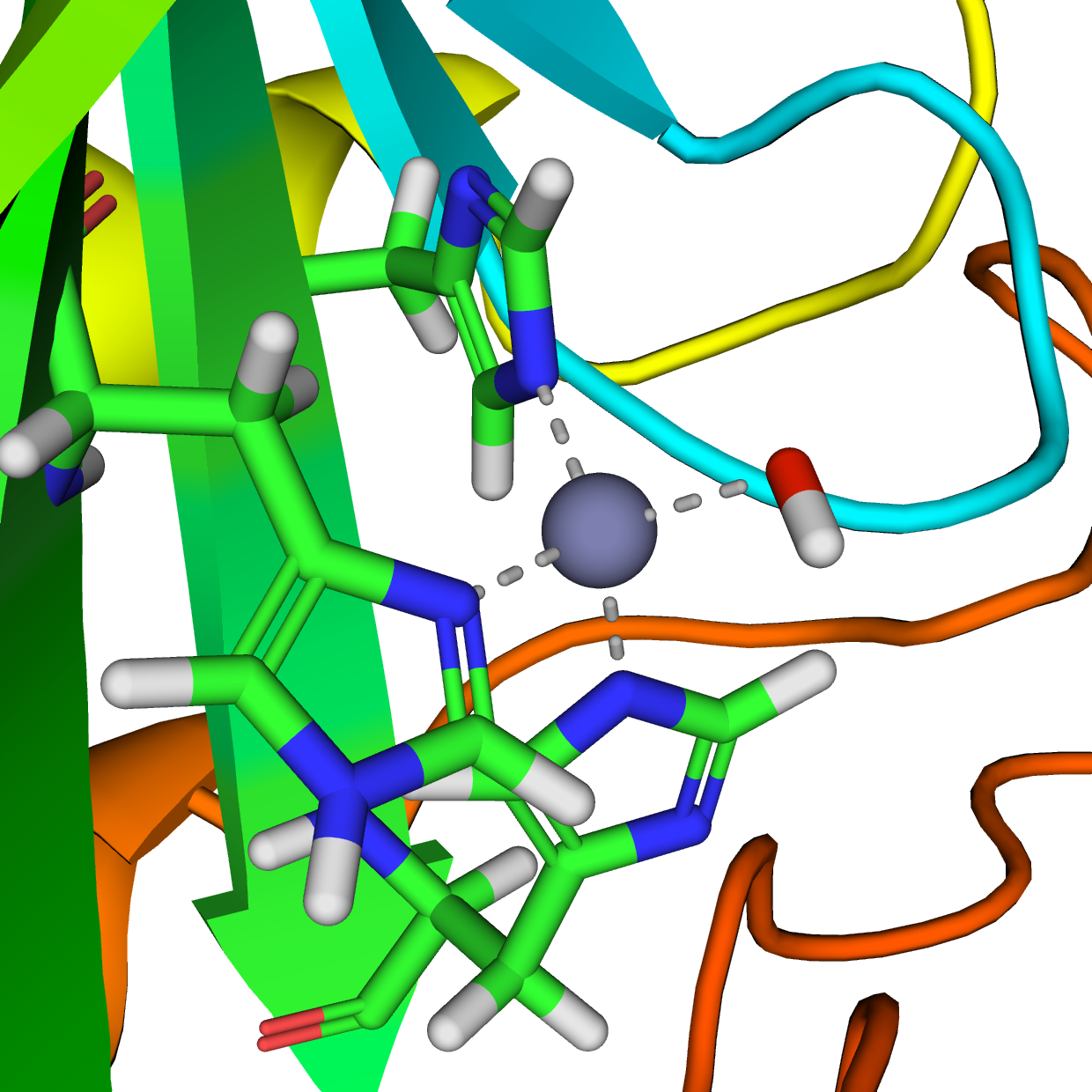
ヒトのカルボニックアンヒドラーゼIIの活性中心付近のクローズアップ。3つのヒスチジン残基（ピンク色）と亜鉛（紫）に配位した水酸化物イオン（赤と白）が見られる。PDBより.

酵素の補欠分子族である亜鉛は3部位のヒスチジン側鎖に配位している。4つ目の配位座は水分子により占められている。水素-酸素結合は分極を生じ、酸素はわずかに陰性を帯びそれにより弱められている。 
4番目のヒスチジンが近づくと基質の水からプロトンを受け取る。この例は典型的な酸-塩基触媒モデルである。そして亜鉛から水酸化物イオンが解離する。
活性部位も二酸化炭素に特異的なくぼみを持ち、水酸化物イオンを導入するのに都合が良い。この電子過剰の水酸化物イオンが二酸化炭素に攻撃を加え、炭酸水素イオンが生成する。

## 炭酸脱水酵素ファミリー

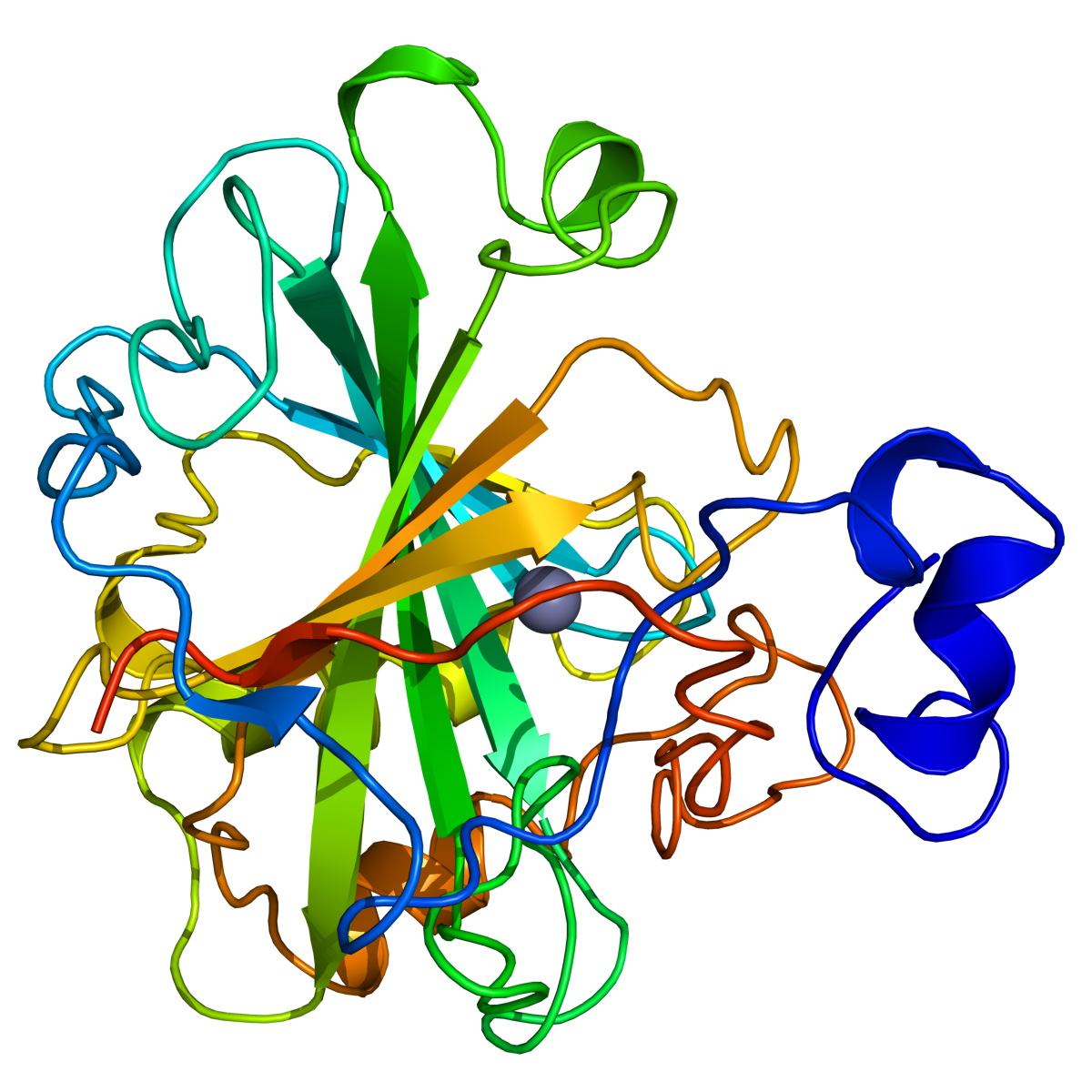
ヒト カルボニックアンヒドラーゼIIのリボン図。中心の紫色は活性中心の亜鉛イオンPDBより.

炭酸脱水酵素には少なくとも5つの独立したファミリー (α, β, γ, δそして ε)が存在する。3つのファミリーは.アミノ酸配列にほとんど相同性はなく、平行進化が顕著に現れた例と考えられている。

### α-CA
この炭酸脱水酵素は哺乳類から発見され、4つのサブグループに区分されている。
- 細胞質性炭酸脱水酵素群 (CA-I, CA-II, CA-III, CA-VII and CA XIII)
- ミトコンドリア性炭酸脱水酵素群(CA-VA and CA-VB)
- 分泌型炭酸脱水酵素群 (CA-VI)
- 膜結合型炭酸脱水酵素群 (CA-IV, CA-IX, CA-XII, CA-XIV and CA-XV)

### β-CA
真正細菌と植物の葉緑体に存在する炭酸脱水酵素はβファミリーに属する。このファミリーは次に示す2種類の配列モチーフにより同定される。
- C-[SA]-D-S-R-[LIVM]-x-[AP]
- [EQ]-[YF]-A-[LIVM]-x(2)-[LIVM]-x(4)-[LIVMF](3)-x-G-H-x(2)-C-G

### γ-CA
γクラスファミリーの炭酸脱水酵素はメタン菌（メタンを生産する古細菌）より見出されている。

### δ-CA
δクラスの炭酸脱水酵素は珪藻より見出された。この区分は最近のもので、独立であるか疑問ももたれている。

### ε-CA
εクラスの炭酸脱水酵素は化学合成無機栄養細菌やCSO-Carboxysome を持つ海洋の藍色細菌などの細菌にのみ見出される。 最近の3次元解析によるとε-炭酸脱水酵素は、特に金属イオンサイト部位で、部分的にβ-炭酸脱水酵素と類似性をもつことが示唆されている。しかしこの二つのファミリーはかけ離れており、アミノ酸配列の点ではかなりかけ離れている。